# Brachycereus nesioticus
Brachycereus nesioticus är en kaktusväxtart som först beskrevs av Karl Moritz Schumann, och fick sitt nu gällande namn av Curt Backeberg. Brachycereus nesioticus ingår i släktet Brachycereus och familjen kaktusväxter. Inga underarter finns listade i Catalogue of Life.

## Bildgalleri

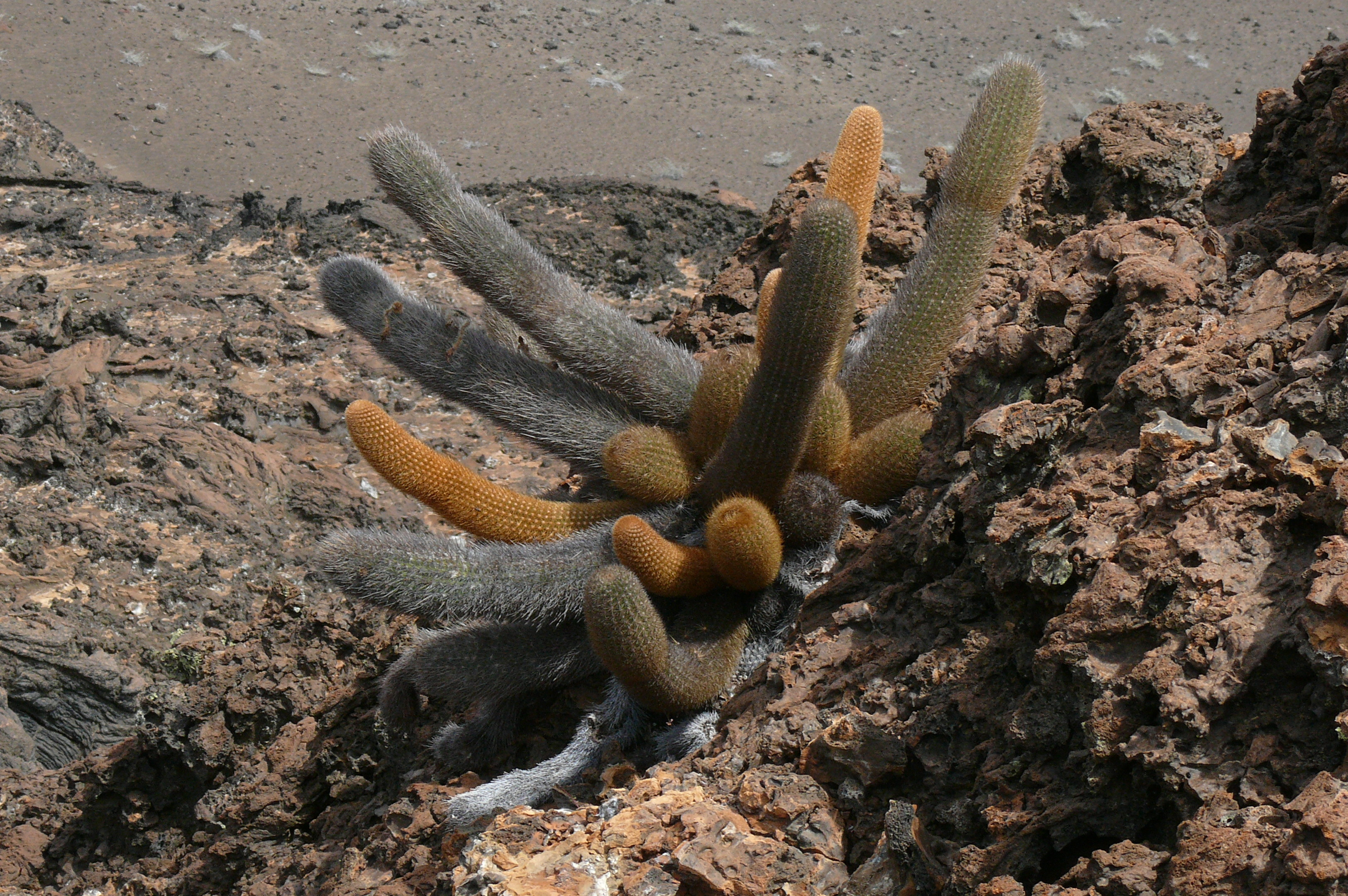
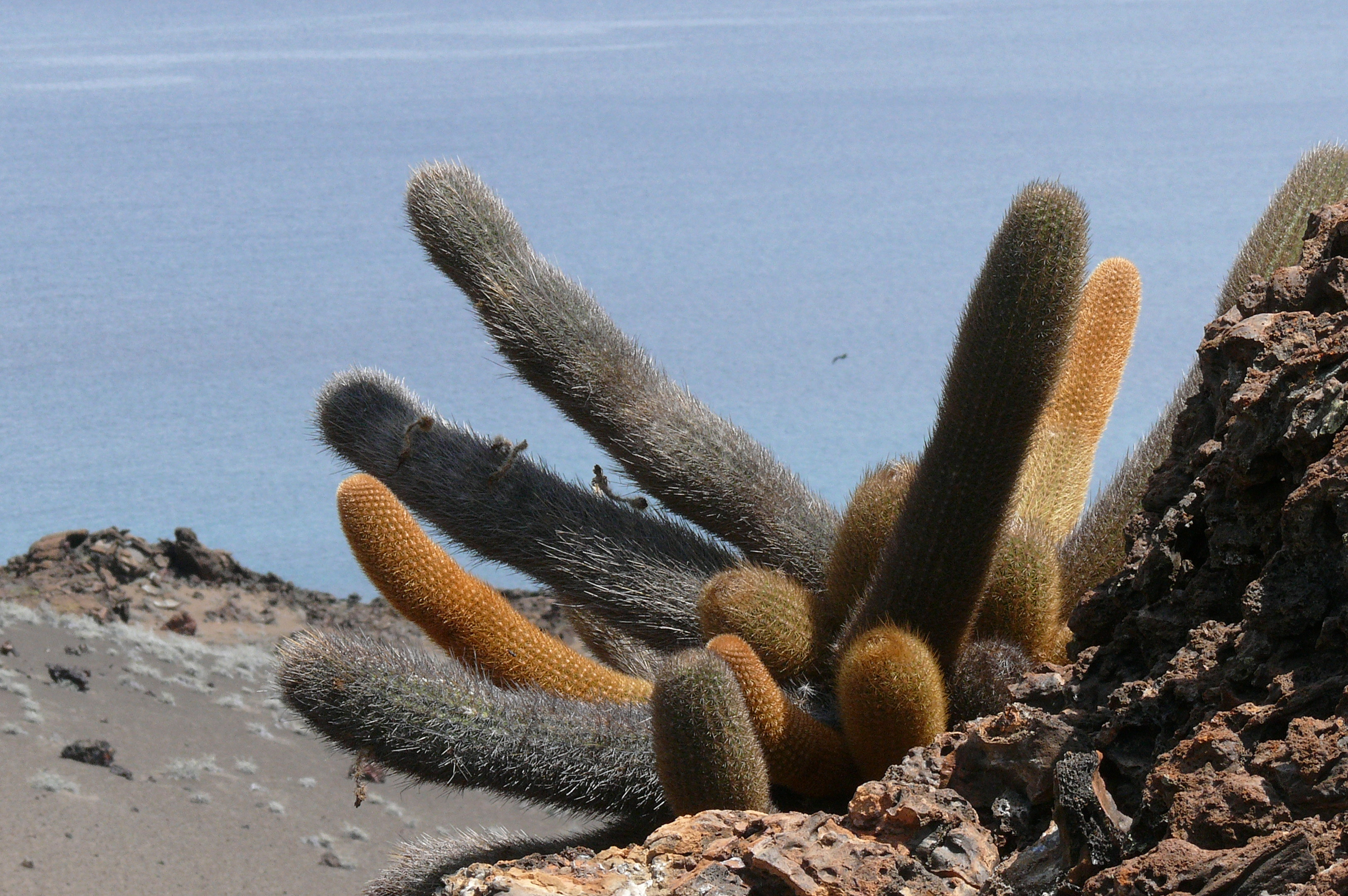
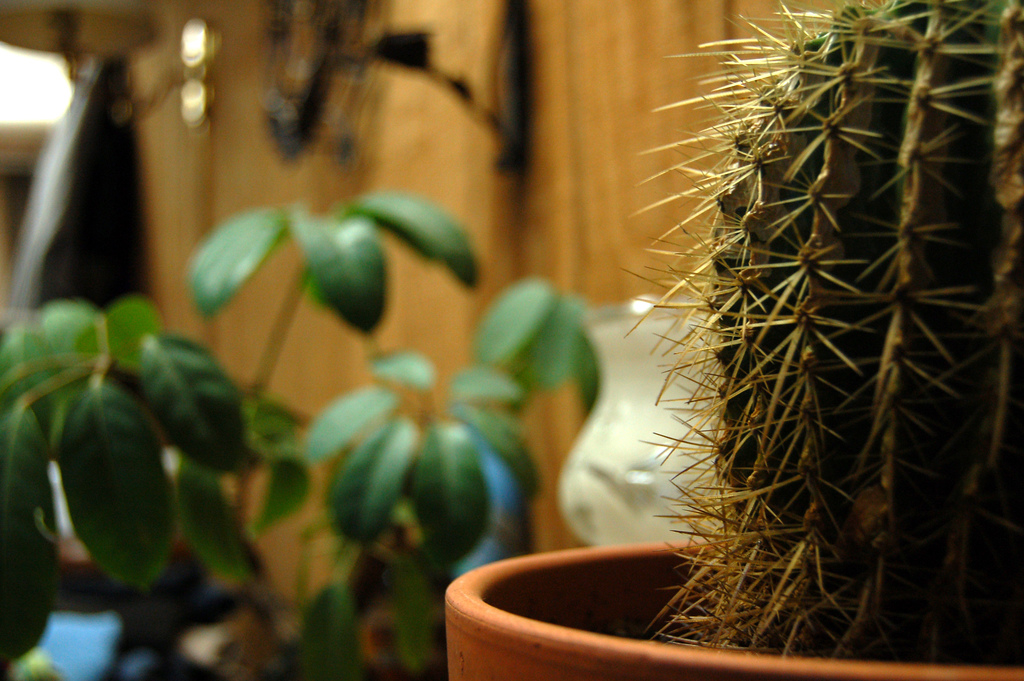